# خورشیدگرفتگی ۲۴ اکتبر ۱۹۹۵
خورشیدگرفتگی ۲۴ اکتبر ۱۹۹۵ (به انگلیسی: Solar eclipse of October 24, 1995) یک خورشیدگرفتگی از نوع خورشیدگرفتگی کامل است. این خورشیدگرفتگی در تاریخ ۲۴ اکتبر ۱۹۹۵ میلادی (‎۲ آبان ۱۳۷۴ خورشیدی) روی داد که زمان اوج آن، ساعت ۴:۳۳:۳۰ به‌وقت ساعت هماهنگ جهانی بوده‌است. مدت زمان و طول این خورشیدگرفتگی ۲ دقیقه و ۱۰ ثانیه بود.